# Gypona xanthopunctata
Gypona xanthopunctata är en insektsart som beskrevs av Jorge Luiz Nessimian och Luci B. N. Coelho 1990. Gypona xanthopunctata ingår i släktet Gypona och familjen dvärgstritar. Inga underarter finns listade i Catalogue of Life.